# Andrzej Munk
Andrzej Munk [Andřej Munk] (6. října 1921 Krakov – 21. září 1961 Łowicz) byl polský režisér. Společnými prvky jeho díla jsou tendence rozlišovat všechny odstíny mezi pravdou a lží, ukazování jiných úhlů pohledu, boření schématičnosti a „černobílosti“ soudobých filmových koncepcí, a nastavování zrcadla svému národu demýtizovat jeho lpění na polském heroismu. Často zobrazuje cynismus, animalitu, vyhledává momenty selhání postavy jako člověka a bortí pojmy jako hrdost, čest, hrdinství a jiné vyšší principy.

## Dílo
- Člověk na kolejích (Człowiek na torze, 1957) – o jedinci nařčeném ze zrady socialismu, všichni se od něj odvrátí; tragický konec
- Hrdinství (Eroika, 1957) – 2 povídky podle Stawinského z 2. světové války
- Pasažérka (Pasażerka, 1961) – komorní příběh ženy, která za války dělala dozorkyni ženských útvarů SS v koncentračním táboře Osvětim; při turistické plavbě se svým manželem se ale setkává s ženou připomínající jednu z jejích obětí; náhlé setkání jí vrací vzpomínky a ze strachu před skandálem se svěřuje manželovi; konec je otevřený. Natočeno podle stejnojmenného románu Zofie Posmysz.

V průběhu natáčení Pasažérky Munk zemřel při autonehodě – film dotočil jeho asistent Witold Lesiewicz, avšak jedná se o torzo, autorský záměr nemohl být dotažen do konce.